# Rémi Charmasson
Rémi Charmasson (* 3. Mai 1961 in Avignon; † 2. Mai 2025) war ein französischer Jazzmusiker (Gitarre, Komposition).

## Leben
Charmasson, als Gitarrist ein Autodidakt, studierte ab 1985 am Konservatorium seiner Geburtsstadt Avignon bei dem Saxophonisten André Jaume. 1987 erhielt er dort einen Ersten Preis, um dann im Trio von Jaume aufzutreten. Im Folgejahr trat er im Duo mit dem Bassisten Claude Tchamitchian auf, das 1991 auch auf einem Album dokumentiert wurde. Bei verschiedenen Festivals spielte er mit Jimmy Giuffre, Buddy Collette und Charlie Mariano. Im Trio zusammen mit Fredy Studer und Jean-François Jenny-Clark legte er das Album Nemo (1992) vor. In den Folgejahren spielte er mit eigenen Formationen, einem Quintett, mit dem er zwei Alben einspielte, darunter ein Jimi-Hendrix-Tributalbum und Rémi Charmasson Southerners. Ferner arbeitete er mit Guillaume Séguron, Charles Tyler, Michael Baird, Denis Charles, Anthony Ortega, Alain Soler, Raymond Boni, René Bottlang und Claude Tchamitchian. Außerdem gehörte er dem Trio Cappozzo Charmasson Ponthieux an (mit Jean-Luc Cappozzo und Jean-Luc Ponthieux). Im Bereich des Jazz war er zwischen 1988 und 2017 an 30 Aufnahmesessions beteiligt, zuletzt mit der Formation La Compagnie de l’Arbre de Mai (Giaco: Le Son d’Etoiles).

## Diskographische Hinweise
- Rémi Charmasson, Claude Tchamitchian: Caminando (ELP, 1991)
- Denis Charles/Rémi Charmasson/Bernard Santacruz: A Scream for Charles Tyler (Bleu Regard, 1992), mit Charles Tyler, Antoine Lisolo
- Rémi Charmasson Trio: Nemo (CELP, 1992), mit Jean-François Jenny-Clark, Freddy Studer
- André Jaume with Sapto Raharjo Gamelan Orchestra, Guest Rémi Charmasson Merapi (CELP, 1995)
- Rémi Charmasson Southerners: Resistances (CELP, 1996), mit Andée Jaume, Riccardo Del Fra, Randy Kaye
- Charmasson, Tchamitchian, Jullian: L’Ombre de la pluie (AJMI Series, 2002), mit Claude Tchamitchian, Jean-Pierre Jullian
- Rémi Charmasson Quintet: Manœuvres (AJMI Series, 2007), mit Philippe Deschepper, Eric Longsworth, Claude Tchamitchian, Éric Échampard sowie Véronique Maby
- Remi Charmasson, Drew Gress, André Jaume, Tom Rainey: Fly Baby, Fly (AJMI Series, 2013)
- Rémi Charmasson Quintet: The Wind Cries Jimi (AJMI Series, 2013), mit Perrine Mansuy, Bernard Santacruz, Bruno Bertrand, Laure Donnat
- Rémi Charmasson / Alain Soler: Mr. A.J. (Label Durance, 2019)